# Amaracarpus
Amaracarpus là một chi thực vật có hoa trong họ Thiến thảo (Rubiaceae).

## Loài
Chi Amaracarpus gồm các loài: